# مومل شیخ
مومل شیخ (به انگلیسی: Momal Sheikh) (زاده ۱۵ می ۱۹۸۶) بازیگر پاکستانی است.
از فیلم‌هایی که وی در آن نقش داشته است می‌توان به هپی خواهد گریخت اشاره کرد.